# Basilia aitkeni
Basilia aitkeni är en tvåvingeart som beskrevs av Maa 1971. Basilia aitkeni ingår i släktet Basilia och familjen lusflugor. Inga underarter finns listade i Catalogue of Life.